# Georg Blatnik
Georg Blatnik (* 6. Juli 1992 in Klagenfurt am Wörthersee) ist ein österreichischer Fußballspieler.

## Karriere
Blatnik begann seine Karriere beim SV Viktoria Viktring in Kärnten. 2001 wechselte er in die Jugendabteilung des FC Kärnten, ehe er 2007 in die Jugend des SK Austria Kärnten geholt wurde.
Durch sein großes Talent wurde er prompt Stammtorhüter der zweiten Mannschaft von Austria Kärnten. Langfristig sollte er zum Stammtorhüter aufgebaut werden. Blatnik war jedoch nur 3. Tormann hinter Andreas Schranz und Heinz Weber. Sein Bundesligadebüt gab er am 17. April 2010 im Spiel gegen den FK Austria Wien. Der Torhüter spielte durch und Austria Wien gewann mit 2:0.
Nachdem Austria Kärnten keine Lizenz für die Saison 2010/11 erhalten hatte, wechselte er in der Sommerpause in die Erste Liga zum SV Grödig. Im Januar 2011 wechselte er leihweise für ein halbes Jahr zu SK Rapid Wien in die Bundesliga, kam aber aufgrund einer Knie-OP nur zu vier Einsätzen für die Zweite Mannschaft. Nach seiner Rückkehr nach Grödig fügte er sich einen Schien- und Wadenbeinbruch zu und fiel für die Gesamte Saison 2011/12 aus. Im Sommer 2012 wechselte er zum Grazer AK, musste aber im Oktober dessen Konkurs hinnehmen und blieb bis zur Winterpause vereinslos. Anfang Jänner 2013 unterschrieb er beim FC Liefering, dem Farmteam von FC Red Bull Salzburg, einen Vertrag und soll dort den abgewanderten Martin Eisl ersetzen.

## Nationalmannschaft
Blatnik spielte bereits in diversen Jugendauswahlen des ÖFB. Sein Bewerbsspieldebüt gab er am 20. September 2008 im gegen Nordirland anlässlich der Qualifikation für die U-17 Europameisterschaft in Deutschland.
Aktuell ist der Tormann Teil der U-19 Nationalmannschaft und stand auch beim Qualifikationsturnier für die U-19-Fußball-Europameisterschaft 2010 im Kader, absolvierte aber kein Spiel.